# تیساآلپار
تیساآلپار (به مجاری:  Tiszaalpár) یک منطقهٔ مسکونی در مجارستان است که در ناحیه تیساکچک واقع شده‌است. تیساآلپار ۹۱٫۱۳ کیلومتر مربع مساحت و ۴٬۸۹۷ نفر جمعیت دارد.